# Министерство оборонной промышленности Азербайджана
Министерство оборонной промышленности Азербайджанской Республики (азерб. Azərbaycan Respublikasının Müdafiə Sənayesi Nazirliyi) — создано распоряжением президента Азербайджана № 1181 от 16 декабря 2005 года на базе Государственного комитета Азербайджанской Республики по специальному машиностроению и конверсии.
17 декабря считается профессиональным праздником для сотрудников Министерства оборонной промышленности Азербайджанской Республики.
В настоящее время существует более 1200 видов продукции оборонного назначения.

## Руководство
Распоряжением Президента Азербайджанской Республики должность министра оборонной промышленности с 20 июня 2019 года занимает Мадат Гулиев.
- 1-й заместитель министра — Яхья Мусаев.

Состав коллегии Министерства оборонной промышленности Азербайджанской Республики утвержден постановлением Кабинета Министров № 90 от 5 июня 2007 года.
- Председатель Мадат Гулиев

Члены коллегии
- 1-й Заместитель министра Мусаев Яхья
- Заместитель министра Рафиев Тофик
- Руководитель Аппарата Тахирли Кямран
- Заведующий отделом Пашаев Вагиф
- Заведующий отделом Аскеров Салахаддин
- Заведующий отделом Алиев Закир
- Заведующий отделом Вазиров Фаррух
- Директор НИИ Абдуллаев Новруз
- Генеральный директор МАКА Ширин-заде Алчин
- Генеральный директор ПО Назаров Илгар

## Продукция

### Модернизация
- Модернизация БТР, Т-90С, БМП[6]

### РСЗО
- РСЗО: Многоствольные ракетные установки калибра 107 миллиметров. Ракеты TR-107 и TRB-107 смогут поражать цели на расстоянии до 11 километров.

### Миномёты
- HE Mortar Bomb 120 мм
- 20N5 82 мм
- 20N6MT 60MT

### Стрелковое оружие
- Крупнокалиберная снайперская винтовка «IST Истиглал» 14.5 мм, снайперская винтовка «Ялгузаг» 7.62 мм
- Пистолеты: «Зафар», «Зафар-К», «Инам».[7]
- Автомат «Хазри»
- Автомат EM-14
- Автомат AZ-7,62
- Ручной пулемёт HP-7,62
- Гранатомёт РПГ-7В2"Гая"

### Бронированная техника
- Бронированная 14-местная машина Матадор
- Бронированная 10-местная машина Marauder
- Бронированная 4-местная машина Gürzə

### Боевые модули
- Боевой модуль «Шимшек» устанавливающийся на бронетранспортёры.

### Приборостроение
- Seismic Mine Fuze-5 (Гывылджым)(Искра) — противоминное устройство[8]

### Снаряды
- Боеприпасы для танковых орудий, артиллерийское вооружение от 85 мм до 152-миллиметрового калибра, а также 50, 100, 250 и 500-килограммовые авиационные бомбы.
- Орудие для минометов.

### Прочее
- Глушители, авиазапчасти а также 400 наименований продукций.

## Перспективы

### Танкостроение
Также Азербайджан получил приглашение принять участие в таких турецких национальных проектах как разработка танка «Altay».

### Приборостроение
Азербайджанский «Чихазгайырма» ведет переговоры с турецким «Селексом» для производства приборов ночного видения.

### Накидки для танков
Также азербайджанский «Джихазгайырма» будет выпускать накидки для танков вместе с турецким «Озтеком».

### Вертолётостроение иБПЛА
Азербайджан ведет переговоры с различными государствами для организации производства в стране беспилотных летательных аппаратов (БПЛА) и военных вертолетов, заявил министр оборонной промышленности Азербайджана Явер Джамалов.

### Миномёты
В настоящее время в Азербайджане производятся обычные миномёты малого и среднего калибра. В ближайшие годы, наряду с универсальными, начнется производство миномётов 122-миллиметрового и более крупного калибра.

## Предприятия
В рамках Министерства оборонной промышленности функционируют следующие предприятия:
- Авиация и судостроение: НПП «Иглим», завод «Авиа-Агрегат», НПП «Сенайеджихаз» («Промприбор»), НПП «Далга» и завод «Алов».
- Связь и радиоэлектронная промышленность: заводы «Радиогурашдырма», «Азон», «Пейк» и «ЭВМ».
- Нефтегазодобывающая, нефтеперерабатывающая и химическая отрасли промышленности: НПП «Нефтьгазавтомат», завод «Телемеханика» и Бакинский завод «Джихазгайырма» («Приборостроение»).
- Электротехника и машиностроение: НПП «Автоматические линии»[1].

### Модернизация
Весной 2011 года состоялось открытие реконструированного приборостроительного завода Производственного объединения «Джихаз» Министерства оборонной промышленности в столичном городе Баку.
Зимой 2011 года возобновилось производство беспилотных летательных аппаратов (БЛА) марки Aerostar и Orbiter-2M.
Осенью 2016 года было принято решение о начале собственного производства ракет малой дальности. На данный момент ведётся разработка около 125 видов продукции, претворяются в жизнь проекты по созданию ракет классов «воздух-земля», «воздух-воздух», «земля-земля».
14 февраля 2017 года состоялась демонстрация национальной бронемашины «Туфан», которая является устойчивой против мин. На разработку данной бронемашины было потрачено около 6 месяцев.
23 июня 2017 года состоялась церемония открытия завода по производству гранатомётных выстрелов различного вида к 40×46 мм гранатометам типа MSGL 40 Производственного Объединения «Шарг» Министерства в городе Ширван. Главная цель создания указанного завода — организация серийного производства четырёх типов гранатомётных выстрелов: осколочных, кумулятивно-осколочных, осветительных и дымовых для 40×46 мм гранатомётов револьверного типа, способных отвечать стандартам Организации Североатлантического договора (НАТО).
Продолжается усовершенствование бронемашины Gürzə путём присоединения к ней новых боевых модулей.
В рамках государственной программы по развитию оборонной промышленности Азербайджана совместно с министерством оборонной промышленности, планируется производство на базе изъятых танков Т-54/55 гусеничной боевой техники, самодвижущихся мостов и броневой военно-грузовой техники. Часть работ, будет произведена на танкоремонтном заводе. На данный момент ведутся переговоры с двумя турецкими и одной израильской компанией.

## Сотрудничество
27 сентября 2016 года во время второй Международной Оборонной Выставки «ADEX-2016» в городе Баку, между министром оборонной промышленности — Явером Джамаловым и министром обороны — генералом-полковником Закир Гасановым был подписан Меморандум о намерениях по ремонту беспилотных летательных аппаратов, которые находятся на вооружении Вооружённых Сил Азербайджанской Республики. Согласно Меморандуму, было принято решение о передаче сотни разведывательных беспилотных летательных аппаратов (БЛА) и БЛА-камикадзе типа «Zərbə» (Удар) в распоряжение Вооружённых Сил (ВС) республики.
Министерство оборонной промышленности Азербайджана сотрудничает в области производства и модернизаций военной техники со странами:
- Израиль: модернизация и производство военной техники[23].
- Иордания: сотрудничество
- Пакистан: производство авиационных бомб и артиллерийских снарядов разных калибров.
- Польша: сотрудничество[24].
- Россия: производство автоматов.
- Турция: производство и модернизация военной техники, сотрудничество с предприятиями оборонной промышленности — Aselsan[25], FNSS, Selex, MKEK и Roketsan[26].
- Украина: модернизация военной техники
- ЮАР: модернизация и производство военной техники.
- Германия: сотрудничество с оборонным концерном «Rheinmetall»2 (Протокол о намерениях)[27].